# Vistas de lugares famosos de más de sesenta provincias
Vistas de lugares famosos de más de sesenta provincias (六十余州名所図会 Rokujūyoshū Meisho Zue?) es una serie de estampas del género ukiyo-e obra del artista japonés Utagawa Hiroshige, realizada entre 1853 y 1856. Consta de un grabado de una vista célebre de cada una de las sesenta y ocho provincias de Japón, además de una estampa de Edo, la capital, y una página a modo de glosario, formando un total de setenta grabados. Fueron publicados por primera vez en forma serializada por el editor Koshimuraya Heisuke.

## Estilo y formato
Hiroshige produjo esta serie durante los últimos años de su vida. Basó muchos de los diseños en antiguas guías japonesas llamadas meishō zue. En particular, se cree que al menos veintiséis de los grabados se basaron en dibujos de la serie de ocho volúmenes de guías llamadas Sansui Kikan («Paisajes excepcionales de montaña y agua»), escritas e ilustradas por Fuchigami Kyokkō (1753-1816) y publicadas por Yanagihara Kihei entre 1800 y 1802, así como varias de las imágenes de los primeros volúmenes del Hokusai Manga.
Esta fue la primera vez que se utilizó un formato vertical en una serie importante de grabados de paisajes japoneses. Una razón probable para esta elección fue que, en lugar de viajar a los lugares reales, basó muchos de sus diseños en las guías meishō zue, que empleaban un formato vertical en lugar de horizontal. Los académicos también especulan que un formato vertical habría sido una estrategia de mercado sólida en ese momento, además de que permitiría una mejor encuadernación para una cantidad tan grande de estampas.
El formato vertical propició que Hiroshige innovara en las composiciones. Aun manteniendo su tema habitual, los paisajes, de este modo pudo jugar con los elementos en primer plano y el fondo para generar contrastes, ya que el soporte vertical no permite mostrar la extensión de los parajes que retrataba. El punto de vista reflejaba este nuevo estilo compositivo, ya que a menudo se muestran los paisajes desde perspectivas aéreas o al contrario, mirando hacia el cielo desde el mar. Esta serie también se caracteriza por presentar colores más vivos que trabajos anteriores.

## Grabados
| N.º | Título | Provincia                                                     | Imagen |
| --- | --- | ------------------------------------------------------------- | ------ |
| 1   | El puente Togetsu en Arashiyama (あらし山 渡月橋 Arasiyama Togetsukyou?) | Yamashiro 35°00′46″N 135°40′40″E / 35.012864, 135.67775       |        |
| 2   | Montaña Tatsuta y río Tatsuta (立田山 龍田川 Tatsuta-san Tatsuta-gawa?) | Yamato 34°37′0″N 135°44′0″E / 34.61667, 135.73333             |        |
| 3   | Monte Otoko en Hirakata (枚方 男山?) | Kawachi 34°49′0″N 135°39′0″E / 34.81667, 135.65000            |        |
| 4   | Playa de Takashi (高師のはま?) | Izumi 34°31′56″N 135°25′41″E / 34.53222, 135.42806            |        |
| 5   | Sumiyoshi, playa de Idemi (住よし 出見のはま Sumiyoshi, Idemi no hama?) | Settsu 34°36′46″N 135°29′35″E / 34.61278, 135.49306           |        |
| 6   | Ueno (上野?) | Iga 34°46′12.33″N 136°7′37.9″E / 34.7700917, 136.127194       |        |
| 7   | Monte Asama, casas de té en el paso de montaña (朝熊山 峠の茶屋 Asamasan-tōge no chaya?)                                                                                               | Ise 34°27′22″N 136°47′10″E / 34.45611, 136.78611              |        |
| 8   | Monte Hiyori y puerto de Toba (日和山 鳥羽湊 Hiyoriyama Toba minato?) | Shima 34°29′06″N 136°50′25″E / 34.48500, 136.84028            |        |
| 9   | Tsushima, festival Tenno (津嶋 天王祭り Tsushima Ten'nō matsuri?) | Owari 35°10′37.4″N 136°44′28.6″E / 35.177056, 136.741278      |        |
| 10  | Montañas del templo Horai (鳳来寺山巌 Hōraijisan Iwao?) | Mikawa 34°58′44.2″N 137°35′10.3″E / 34.978944, 137.586194     |        |
| 11  | El lago Hamana, el templo de Kanzan en Horie y la ensenada de Inasa-Horie (濱名之湖 堀江館山寺 引佐之細江 Hamana no mizuumi Horie Kanzanji Inasa no Hosoe?) 34°46'05.4"N 137°36'46.8"E | Totomi 34°46′5.4″N 137°36′46.8″E / 34.768167, 137.613000      |        |
| 12  | Pinar Miho (三保のまつ原 Miho no Matsubara?) | Suruga 34°59′43.6″N 138°31′29.1″E / 34.995444, 138.524750     |        |
| 13  | Puente de los Monos (さるはし Saruhashi?) | Kai 35°36′56.68″N 138°58′48.8″E / 35.6157444, 138.980222      |        |
| 14  | Las aguas termales del templo Shuzen (修禅寺 湯治場 Shuzenji tōji-ba?) | Izu 34°58′17.5″N 138°55′39.2″E / 34.971528, 138.927556        |        |
| 15  | Enoshima, la entrada a las cuevas (江之嶋 岩屋ノ口 Kō no Shima iwaya nokuchi?) | Sagami 35°17′53″N 139°28′36.2″E / 35.29806, 139.476722        |        |
| 16  | Río Sumida, mañana nevada (隅田川 雪の朝 Sumidagawa yukinoashita?) | Musashi 35°47′25.1″N 139°41′11.7″E / 35.790306, 139.686583    |        |
| 17  | Feria de Asakusa (浅草市 Asakusa-shi?) | Ciudad de Edo 35°42′50.6″N 139°47′48″E / 35.714056, 139.79667 |        |
| 18  | Kominato, Uchiura (小湊 内浦 Kominato Uchiura?) | Awa 35°07′47″N 140°11′33″E / 35.12972, 140.19250              |        |
| 19  | Bahía de Yasashi, nombre común: Kujukuri (矢さしが浦 通名九十九里 Ya sashi ga Ura tōrina Kujūkuri?)                                                                                    | Kazusa 35°33′24.5″N 140°28′34.5″E / 35.556806, 140.476250     |        |
| 20  | Playa de Choshi, Toura (銚子の濱 外浦 Chōshi no hama Sotoura?) | Shimōsa 35°43′46.3″N 140°49′39″E / 35.729528, 140.82750       |        |
| 21  | Santuario Daijingu en Kashima (鹿嶋大神宮 Kashima daijingū?) | Hitachi 35°59′46.1″N 140°36′7.1″E / 35.996139, 140.601972     |        |
| 22  | Lago Biwa, templo Ishiyama (琵琶湖 石山寺 Biwako Ishiyamadera?) | Ōmi 34°57′38″N 135°54′20″E / 34.96056, 135.90556              |        |
| 23  | Cascada Yoro (養老ノ瀧 Yōrōnotaki?) | Mino 35°16′48″N 136°32′3″E / 35.28000, 136.53417              |        |
| 24  | Ferry de cestas (籠わたし Kagowatashi?) | Hida                                                          |        |
| 25  | La luna reflejada en los arrozales de Sarashina, monte Kyodai (更科田毎月 鏡臺山 Sarashina tagoto no tsuki, Kyôdaisan?)                                                                | Shinano                                                       |        |
| 26  | Monte Haruna bajo la nieve (榛名山 雪中 Harunasan setchū?) | Kōzuke                                                        |        |
| 27  | Monte Nikko, cascada Urami (日光山 裏見ノ瀧 Nikkōyama uraminotaki?) | Shimotsuke                                                    |        |
| 28  | Vista de Matsushima, mapa visual desde el monte Tomi (松島風景 富山眺望之略図 Matsushima fūkei Toyama chōbō no ryakuzu?)                                                               | Mutsu                                                         |        |
| 29  | Río Mogami, una vista en perspectiva del monte Gassan (最上川 月山遠望 Mogamigawa Gassan enbō?)                                                                                        | Dewa                                                          |        |
| 30  | Un barco pesquero capturando peces planos en una red (漁船 鰈網 Gyosen karei-mō?) | Wakasa                                                        |        |
| 31  | Tsuruga, pinar Kehi (敦賀 気比ノ松原 Tsuruga kihinomatsubara?) | Echizen                                                       |        |
| 32  | Las ocho maravillas de Kanazawa, los fuegos de pesca en el lago Renko (金沢八勝之内 蓮湖之漁火 Kanazawa hasshô no uchi, Renko no isaribi?)                                             | Kaga                                                          |        |
| 33  | Bahía Cascada (瀧之浦 Takiyuki Ura?) | Noto                                                          |        |
| 34  | Toyama, pontón (冨山 船橋 Tomiyama Funabashi?) | Etchu                                                         |        |
| 35  | Oyashirazu (親しらず?) | Echigo                                                        |        |
| 36  | Las minas de oro (金やま Kin ya ma?) | Sado                                                          |        |
| 37  | Kanegasaka (鐘坂?) | Tanba                                                         |        |
| 38  | Ama no hashidate (天の橋立?) | Tango                                                         |        |
| 39  | Valle de Iwai, cueva Kannon (岩井谷 窟観音 Iwaidani iwayakan'non?) | Tajima                                                        |        |
| 40  | Karo, Koyama (加路 小山?) | Inaba                                                         |        |
| 41  | Ōno, vista lejana del monte Daisen (大野 大山遠望 Ōno Ōyama enbō?) | Hōki                                                          |        |
| 42  | Taisha, representación de Hotohoto (大社 ほとほとの図 Taisha hotohoto no zu?) | Izumo                                                         |        |
| 43  | Monte Takazuno, playa Salada (高津山 汐濱 Kō Tsuyama Shiohama?) | Iwami                                                         |        |
| 44  | Santuario Takuhi (焚火の社 Takibi no sha?) | Oki                                                           |        |
| 45  | Playa de Maiko (舞子の濱 Maiko no hama?) | Harima                                                        |        |
| 46  | Valle Yamabushi (山伏谷 Yamabushidani?) | Mimasaka                                                      |        |
| 47  | Costa de Tanokuchi, torii de Yugasan (田の口海浜 瑜賀山鳥居?) | Bizen                                                         |        |
| 48  | Gokei (豪渓?) | Bitchū                                                        |        |
| 49  | Abuto, templo de Kannon (阿武門観音堂 Abu-mon Kan'nondō?) | Bingo                                                         |        |
| 50  | Itsukushima, representación de un festival (巌島 祭礼之図 Iwao-jima sairei no zu?) | Aki                                                           |        |
| 51  | Iwakuni, puente Kintai (岩國 錦帯橋 Iwakuni Kintaikyō?) | Suo                                                           |        |
| 52  | Shimonoseki (下の関?) | Nagato                                                        |        |
| 53  | Waka no ura (和哥之浦?) | Kii                                                           |        |
| 54  | Playa de Goshiki (五色濱 Goshiki hama?) | Awaji                                                         |        |
| 55  | Remolinos de Naruto (鳴門の風波 Naruto no fūha?) | Awa                                                           |        |
| 56  | Vista lejana del monte Zōzu (象頭山遠望 Zōzusan enbō?) | Sanuki                                                        |        |
| 57  | Saijo (西條?) | Iyo                                                           |        |
| 58  | Pesca de bonito en el mar (海上松魚釣 Umi Agematsu Uotsuri?) | Tosa                                                          |        |
| 59  | Hakozaki, Umi no Nakamichi (筥崎 海中道みち?) | Chikuzen                                                      |        |
| 60  | Las corrientes alrededor de la presa (簗瀬 Yanaze?) | Chikugo                                                       |        |
| 61  | El pasaje bajo el Rakan-ji (羅漢寺 下道 Rakanji Shitamichi?) | Buzen                                                         |        |
| 62  | Minosaki (簑崎?) | Bungo                                                         |        |
| 63  | Nagasaki, monte Inasa (長嵜 稲佐山?) | Hizen                                                         |        |
| 64  | Gokanosho (五ヶの庄?) | Higo                                                          |        |
| 65  | Puerto de Aburatsu, Obi Oshima (油津ノ湊 飫肥大嶌 Aburatsu no minato, Obi Ôshima?) | Hyuga                                                         |        |
| 66  | Sakurajima (桜島?) | Osumi                                                         |        |
| 67  | Bahía Bō, las rocas de las dos espadas (坊ノ浦 雙剣石 Bô no ura, Sôkenseki?) | Satsuma                                                       |        |
| 68  | Shisa (志作?) | Iki                                                           |        |
| 69  | Una bonita tarde en la costa, provincia de Tsushima (海岸 夕晴?) | Tsushima 34°25′0″N 129°20′0″E / 34.41667, 129.33333           |        |
| —   | Tabla de contenidos | —                                                             |        |